# Olympische Sommerspiele 1924/Teilnehmer (Niederlande)
| Gelbes Symbol für Goldmedaillen mit stilisierten Olympischen Ringen | Graues Symbol für Silbermedaillen mit stilisierten Olympischen Ringen | Braundes Symbol für Bronzemedaillen mit stilisierten Olympischen Ringen |
| ------------------------------------------------------------------- | --------------------------------------------------------------------- | ----------------------------------------------------------------------- |
| 4                                                                   | 1                                                                     | 5                                                                       |

Die Niederlande nahmen an den Olympischen Sommerspielen 1924 in Paris mit einer Delegation von 177 Athleten (168 Männer und 9 Frauen) an 81 Wettkämpfen in 17 Wettbewerben teil.
Die niederländischen Sportler gewannen vier Gold-, eine Silber- und fünf Bronzemedaillen. Olympiasieger wurden der Radsportler Ko Willems über 50 km auf der Bahn, die Ruderer Teun Beijnen und Willy Rösingh im Zweier ohne Steuermann und die Reiter Adolf van der Voort van Zijp im Einzel des Vielseitigkeitsreitens sowie Antonius Colenbrander, Gerard de Kruijff, Charles Pahud de Mortanges und Adolf van der Voort van Zijp im Mannschaftswettbewerb des Vielseitigkeitsreitens. Fahnenträger bei der Eröffnungsfeier war der Fechter Arie de Jong.

## Teilnehmer nach Sportarten

### Boxen
- Leo Turksma
Fliegengewicht: im Achtelfinale ausgeschieden

- Arij Smit
Bantamgewicht: im Achtelfinale ausgeschieden

- Herman Levij
Federgewicht: im Achtelfinale ausgeschieden

- Huub Baarsgarst
Leichtgewicht: in der 1. Runde ausgeschieden

- Jan Dam
Weltergewicht: im Achtelfinale ausgeschieden

- Ko Cornelissen
Weltergewicht: im Achtelfinale ausgeschieden

- Louis Meeuwessen
Mittelgewicht: in der 1. Runde ausgeschieden

- Karel Miljon
Halbschwergewicht: in der 1. Runde ausgeschieden

- Henk de Best
Schwergewicht: 4. Platz

### Fechten
Männer
- Arie de Jong
Florett: in der 2. Runde ausgeschieden
Säbel: 5. Platz
Florett Mannschaft: in der 1. Runde ausgeschieden
Degen Mannschaft: in der 2. Runde ausgeschieden
Säbel Mannschaft: Bronze

- Paul Kunze
Florett: in der 2. Runde ausgeschieden
Florett Mannschaft: in der 1. Runde ausgeschieden

- Nicolaas Nederpeld
Florett: in der 2. Runde ausgeschieden
Florett Mannschaft: in der 1. Runde ausgeschieden

- Henri Wijnoldy-Daniëls
Florett Mannschaft: in der 1. Runde ausgeschieden
Degen Mannschaft: in der 2. Runde ausgeschieden
Säbel Mannschaft: Bronze

- Félix Vigeveno
Florett Mannschaft: in der 1. Runde ausgeschieden

- Willem van Blijenburgh
Degen: in der 2. Runde ausgeschieden
Degen Mannschaft: in der 2. Runde ausgeschieden

- Wouter Brouwer
Degen: in der 2. Runde ausgeschieden
Degen Mannschaft: in der 2. Runde ausgeschieden

- Pieter van Boven
Degen: in der 2. Runde ausgeschieden
Degen Mannschaft: in der 2. Runde ausgeschieden

- Jan de Beaufort
Degen: in der 1. Runde ausgeschieden
Degen Mannschaft: in der 2. Runde ausgeschieden

- Maarten van Dulm
Säbel: in der 2. Runde ausgeschieden
Säbel Mannschaft: Bronze

- Cornelis Ekkart
Säbel: in der 1. Runde ausgeschieden

- Jan van der Wiel
Säbel: in der 1. Runde ausgeschieden
Säbel Mannschaft: Bronze

- Jetze Doorman
Säbel Mannschaft: Bronze

- Hendrik Scherpenhuijzen
Säbel Mannschaft: Bronze

Frauen
- Johanna Stokhuyzen-de Jong
Florett: in der 1. Runde ausgeschieden

- Adriana Admiraal-Meijerink
Florett: in der 1. Runde ausgeschieden

- Johanna de Boer
Florett: in der 1. Runde ausgeschieden

### Fußball
- 4. Platz
Gejus van der Meulen
Jan Oosthoek
Albert Snouck Hurgronje
André le Fèvre
Ben Verweij
Ber Groosjohan
Kees Pijl
Evert van Linge
Gerrit Horsten
Peer Krom
Gerrit Visser
Hans Tetzner
Henk Vermetten
Harry Dénis
Jan de Natris
Joop ter Beek
Klaas Breeuwer
Dick Sigmond
Ok Formenoij

### Gewichtheben
- Guus Scheffer
Leichtgewicht: 7. Platz

- Jan Verheijen
Halbschwergewicht: 12. Platz

- Ab Oord
Schwergewicht: 14. Platz

### Kunstwettbewerbe
- Hendrik Wolter
- Cornelis Vreedenburgh
- Bas Veth
- Pieter Verhagen
- Bernard van Vlijmen
- Cornelis van Steenwijk
- Willem van Hasselt
- Herman van der Kloot Meijburg
- Piet van der Hem
- Willy Sluiter
- Egbert Schaap
- Max Nauta
- Martin Monnickendam
- Nico Lansdorp
- Jos Klijnen
- Isaac Israëls
- Hendrik Happé
- Marinus Granpré Molière
- Ed Gerdes
- Freek Engel
- Samuel de Clercq
- Jos Croin
- Dolf Broese van Groenou
- Johan van Hell

### Leichtathletik
Männer
- Harry Broos
100 m: im Viertelfinale ausgeschieden
200 m: im Viertelfinale ausgeschieden
4-mal-100-Meter-Staffel: Bronze

- Johannes van Kampen
100 m: im Viertelfinale ausgeschieden
200 m: im Vorlauf ausgeschieden

- Rinus van den Berge
100 m: im Viertelfinale ausgeschieden
200 m: im Viertelfinale ausgeschieden
4-mal-100-Meter-Staffel: Bronze

- Frederik Lamp
100 m: im Vorlauf ausgeschieden

- Jan de Vries
200 m: im Vorlauf ausgeschieden
4-mal-100-Meter-Staffel: Bronze

- Adje Paulen
400 m: im Halbfinale ausgeschieden
800 m: im Halbfinale ausgeschieden

- Wim Bolten
400 m: im Vorlauf ausgeschieden
800 m: im Vorlauf ausgeschieden

- Wim Kat
400 m: im Vorlauf ausgeschieden

- Menso Menso
400 m: im Vorlauf ausgeschieden
800 m: im Vorlauf ausgeschieden

- Jan Zeegers
1500 m: im Vorlauf ausgeschieden
5000 m: im Vorlauf ausgeschieden
3000 m Hindernis: im Vorlauf ausgeschieden

- Cornelis Brouwer
Marathon: Rennen nicht beendet

- Teun Sprong
Marathon: Rennen nicht beendet

- Lau Spel
110 m Hürden: im Vorlauf ausgeschieden

- Oscar van Rappard
110 m Hürden: im Halbfinale ausgeschieden
400 m Hürden: im Vorlauf ausgeschieden

- Jaap Boot
Weitsprung: 8. Platz
4-mal-100-Meter-Staffel: Bronze

- Henk Keemink
10.000 m Gehen: im Vorlauf ausgeschieden

- Harry de Keijser
Stabhochsprung: 11. Platz
Fünfkampf: 18. Platz
Zehnkampf: 10. Platz

- Hannes de Boer
Weitsprung: ohne gültige Weite

- Willem Peters
Dreisprung: 11. Platz

- Henk Kamerbeek
Hammerwurf: ohne gültige Weite

### Moderner Fünfkampf
- Christiaan Tonnet
Einzel: 8. Platz

- Carolus Stoffels
Einzel: 22. Platz

- Karel van den Brandeler
Einzel: 27. Platz

- Barent Momma
Einzel: 31. Platz

### Radsport
- Cor Heeren
Straßenrennen: 13. Platz
Straße Mannschaftswertung: 6. Platz

- Jan Maas
Straßenrennen: 19. Platz
Straße Mannschaftswertung: 6. Platz
Bahn 4000 m Mannschaftsverfolgung: 7. Platz
Bahn 50 km: 7. Platz

- Philippus Innemee
Straßenrennen: 26. Platz
Straße Mannschaftswertung: 6. Platz

- Martinus Vlietman
Straßenrennen: 29. Platz
Straße Mannschaftswertung: 6. Platz

- Jaap Meijer
Bahn Sprint: Silber

- Maurice Peeters
Bahn Sprint: in der 4. Runde ausgeschieden
Bahn Tandem: Bronze

- Gerard Bosch van Drakestein
Bahn Tandem: Bronze 
Bahn 4000 m Mannschaftsverfolgung: 7. Platz

- Simon van Poelgeest
Bahn 4000 m Mannschaftsverfolgung: 7. Platz

- Frans Waterreus
Bahn 4000 m Mannschaftsverfolgung: 7. Platz

- Ko Willems
Bahn 50 km: Gold

### Reiten
- Jan van Reede
Dressur: 14. Platz

- Adolf van der Voort van Zijp
Vielseitigkeit: Gold 
Vielseitigkeit Mannschaft: Gold

- Charles Pahud de Mortanges
Vielseitigkeit: 4. Platz
Vielseitigkeit Mannschaft: Gold

- Gerard de Kruijff
Vielseitigkeit: 13. Platz
Vielseitigkeit Mannschaft: Gold

- Antonius Colenbrander
Vielseitigkeit: 25. Platz
Vielseitigkeit Mannschaft: Gold

### Ringen
- Johannes van Maaren
Bantamgewicht, griechisch-römisch: in der 4. Runde ausgeschieden

- Carl Coerse
Leichtgewicht, griechisch-römisch: in der 3. Runde ausgeschieden

- Jan Reinderman
Mittelgewicht, griechisch-römisch: in der 4. Runde ausgeschieden

- Wilhelmus Doll
Mittelgewicht, griechisch-römisch: in der 2. Runde ausgeschieden

- Antonie Misset
Halbschwergewicht, griechisch-römisch: in der 4. Runde ausgeschieden

- Jan Muijs
Halbschwergewicht, griechisch-römisch: in der 2. Runde ausgeschieden

- Jan Sint
Schwergewicht, griechisch-römisch: in der 3. Runde ausgeschieden

- Jaap Sjouwerman
Schwergewicht, griechisch-römisch: in der 2. Runde ausgeschieden

### Rudern
- Constant Pieterse
Einer: im Halbfinale ausgeschieden

- Teun Beijnen
Zweier ohne Steuermann: Gold

- Willy Rösingh
Zweier ohne Steuermann: Gold

- Johannes Brandsma
Vierer mit Steuermann: Rennen nicht beendet

- Jacob Brandsma
Vierer mit Steuermann: Rennen nicht beendet

- Dirk Fortuin
Vierer mit Steuermann: Rennen nicht beendet

- Jean-Baptiste van Silfhout
Vierer mit Steuermann: Rennen nicht beendet

- Louis Dekker
Vierer mit Steuermann: Rennen nicht beendet

- Simon Bon
Achter mit Steuermann: im Vorlauf ausgeschieden

- Cornelis Eecen
Achter mit Steuermann: im Vorlauf ausgeschieden

- Antony Fennema
Achter mit Steuermann: im Vorlauf ausgeschieden

- Roelof Hommema
Achter mit Steuermann: im Vorlauf ausgeschieden

- Paul Maasland
Achter mit Steuermann: im Vorlauf ausgeschieden

- Henk Rijnders
Achter mit Steuermann: im Vorlauf ausgeschieden

- Gerrit Tromp
Achter mit Steuermann: im Vorlauf ausgeschieden

- Egbertus Waller
Achter mit Steuermann: im Vorlauf ausgeschieden

- Ted Cremer
Achter mit Steuermann: im Vorlauf ausgeschieden

### Schießen
- François Marits
Schnellfeuerpistole 25 m: 25. Platz

- Dingenis de Wilde
Schnellfeuerpistole 25 m: 34. Platz

- Sikke Bruinsma
Schnellfeuerpistole 25 m: 35. Platz

- Jan van Balkum
Schnellfeuerpistole 25 m: 45. Platz

- Hendrik de Grijff
Freies Gewehr 600 m: 45. Platz

- Johannes Scheuter
Freies Gewehr 600 m: 63. Platz

- Carel de Iongh
Freies Gewehr 600 m: 65. Platz
Freies Gewehr Mannschaft: 16. Platz

- Albert Langereis
Freies Gewehr 600 m: 69. Platz
Freies Gewehr Mannschaft: 16. Platz

- Adrianus van Korlaar
Freies Gewehr Mannschaft: 16. Platz

- François Kortleven
Freies Gewehr Mannschaft: 16. Platz

- Gerrit Bouwhuis
Freies Gewehr Mannschaft: 16. Platz

### Schwimmen
Männer
- Gé Dekker
100 m Freistil: im Vorlauf ausgeschieden
4-mal-200-Meter-Freistilstaffel: im Halbfinale ausgeschieden

- Pieter Jacobszoon
100 m Freistil: im Vorlauf ausgeschieden

- Sjaak Köhler
400 m Freistil: im Vorlauf ausgeschieden
4-mal-200-Meter-Freistilstaffel: im Halbfinale ausgeschieden

- Frits Schutte
4-mal-200-Meter-Freistilstaffel: im Halbfinale ausgeschieden

- Otto Hoogesteyn
4-mal-200-Meter-Freistilstaffel: im Halbfinale ausgeschieden

- Aart van Wilgenburg
100 m Rücken: im Vorlauf ausgeschieden

- Pieter van Senus
100 m Rücken: im Vorlauf ausgeschieden

- Gerlacus Moes
200 m Brust: im Vorlauf ausgeschieden

Frauen
- Rie Vierdag
100 m Freistil: im Halbfinale ausgeschieden
400 m Freistil: im Vorlauf ausgeschieden
4-mal-100-Meter-Freistilstaffel: 6. Platz

- Truus Klapwijk
400 m Freistil: im Vorlauf ausgeschieden
4-mal-100-Meter-Freistilstaffel: 6. Platz

- Ada Bolten
4-mal-100-Meter-Freistilstaffel: 6. Platz

- Marie Baron
200 m Brust: im Vorlauf ausgeschieden
4-mal-100-Meter-Freistilstaffel: 6. Platz

### Segeln
- Johan Hin
Monotyp 1924: 5. Platz

- Joop Carp
6-Meter-Klasse: Bronze

- Anthonij Guépin
6-Meter-Klasse: Bronze

- Jan Vreede
6-Meter-Klasse: Bronze

### Tennis
- Hendrik Timmer
Einzel: in der 2. Runde ausgeschieden
Doppel: in der 1. Runde ausgeschieden
Mixed: Bronze

- Christiaan van Lennep
Einzel: in der 2. Runde ausgeschieden
Doppel: in der 1. Runde ausgeschieden

- Gerard Leembruggen
Einzel: in der 1. Runde ausgeschieden
Doppel: in der 1. Runde ausgeschieden

- Maas van der Feen
Einzel: in der 1. Runde ausgeschieden
Doppel: in der 1. Runde ausgeschieden

- Cornelia Bouman
Einzel: im Achtelfinale ausgeschieden
Mixed: Bronze

### Wasserball
- 7. Platz
Gé Bohlander
Willy Bohlander
Willem Bokhoven
Jan den Boer
Sjaak Köhler
Karel Struijs
Han van Senus

### Wasserspringen
Männer
- Henk Hemsing
3 m Kunstspringen: 8. Platz
10 m Turmspringen: in der Vorrunde ausgeschieden
Turmspringen einfach: in der Vorrunde ausgeschieden

- Henk Lotgering
3 m Kunstspringen: in der Vorrunde ausgeschieden
10 m Turmspringen: in der Vorrunde ausgeschieden
Turmspringen einfach: in der Vorrunde ausgeschieden

Frauen
- Truus Klapwijk
3 m Kunstspringen: in der Vorrunde ausgeschieden

- Hendrika Bante
3 m Kunstspringen: in der Vorrunde ausgeschieden